# (17257) Strazzulla
(17257) Strazzulla (2000 HM25) – planetoida z pasa głównego asteroid okrążająca Słońce w ciągu 4,4 lat w średniej odległości 2,68 j.a. Odkryta 26 kwietnia 2000 roku.